# Rita (Deense televisieserie)
Rita is een Deense televisieserie die voor het eerst uitgezonden werd vanaf februari 2012 op TV 2. In 2015 waren er drie seizoenen uitgezonden, het laatste in samenwerking met Netflix. Ook het vierde (2017) en vijfde (2020) seizoen zijn in samenwerking met Netflix geproduceerd. Na het derde seizoen verscheen ook de spin-off Hjørdis.
Een Amerikaanse remake was in de maak met een pilot gefilmd in 2013, met Anna Gunn als Rita. De serie zelf kwam nooit van de grond.
Een Nederlandse remake, Tessa, werd vanaf november 2015 uitgezonden op NPO 1.

## Rolverdeling
| Acteur                     | Rol                        | Rol (II)                       |
| -------------------------- | -------------------------- | ------------------------------ |
| Mille Dinesen              | Rita Madsen                | Lerares                        |
| Carsten Bjørnlund          | Rasmus                     | Schoolhoofd                    |
| Ellen Hillingsø            | Helle                      | Leerlingbegeleider             |
| Lise Baastrup              | Hjørdis                    | Lerares                        |
| Nikolaj Groth              | Jeppe Madsen               | Jongste zoon van Rita          |
| Morten Vang Simonsen       | Ricco Madsen               | Oudste zoon van Rita           |
| Sara Hjort Ditlevsen       | Molly Madsen               | Dochter van Rita               |
| Lykke Sand Michelsen       | Bitten Dyrehave            | Echtgenote van Ricco           |
| Carsten Norgaard           | Tom Dyrehave               | Vader van Bitten               |
| Lotte Andersen             | Jette Dyrehave             | Moeder van Bitten              |
| Lea Maria Høyer Stensnaes  | Rosa                       | Leerling                       |
| Lisbet Lundquist           | Lillebeth Schmidt Kronborg | Moeder van Rita                |
| Peter Gantzler             | Niels Madsen               | Vader van de kinderen van Rita |
| Alexandre Willaume-Jantzen | Jonas                      | Leraar                         |
| Tommy Kenter               | Erik                       | Leraar                         |
| Laura Bach                 | Gitte Nielsen              | Zus van Rita                   |
| Marijana Jankovic          | Marie                      | Vriendin van Jonas             |